# 바레인의 역사
이 문서는 바레인의 역사를 기술한다.
바레인은 고대 딜문 문명의 중심지였다. 페르시아만의 전략적 위치로 인에 바레인은 주로 페르시아인, 수메르인, 아시리아인, 바빌로니아인, 포르투갈인, 아랍인, 영국인의 지배와 영향을 받았다.